# Albert Tocco
Albert Caesar Tocco (Chicago, 9 agosto 1929 – Terre Haute, 21 settembre 2005) è stato un mafioso statunitense, una delle figure più rilevanti della mafia italo-americana.
Fu noto negli anni novanta per essere stato condannato a 200 anni di carcere per estorsione, associazione a delinquere, ed evasione fiscale. Curiosamente furono decisive, ai fini della sua condanna, le testimonianze di sua moglie.

## Biografia
Secondo quanto si afferma Tocco supervisionò le attività del crimine organizzato in molti dei sobborghi meridionali di Chicago. Fu arrestato in Grecia nel 1989, estradato negli Stati Uniti e condannato dalla corte federale di Chicago.
Sua moglie, Betty, testimoniò che nel 1986 portò via suo marito da un campo di mais nell'Indiana dopo che egli le disse di avervi sepolto Anthony Spilotro e suo fratello Michael. Il caso Spilotro venne rappresentato nel film di Martin Scorsese Casinò (1995). Agli inizi del 2005, diversi interrogatori dell'FBI e informazioni provenienti da un pentito, Nick Calabrese, sembravano contraddire questa versione poiché questi ammise di essere coinvolto negli omicidi, e rivelò una storia molto diversa alle autorità che non coinvolgeva Tocco in alcun modo. Queste informazioni sono apparse in una serie di articoli apparsi sul Chicago Tribune e sullo Star.
In un'intervista pubblicata sul Chicago Sun-Times, subito dopo che Tocco fu condannato nel 1990, Betty definì il marito come una persona spietata che abusò della sua famiglia, infranse il codice etico della malavita, e addirittura imbrogliava la figlia quando giocava a tris. Sebbene tale articolo attribuisca erroneamente questa testimonianza a Betty, è stata in realtà una testimonianza di agenti dell'FBI che avevano lavorato sul caso per molti anni, e mostrarono un estremo pregiudizio nel cercare di caratterizzare negativamente Tocco, dati i loro falliti tentativi negli anni precedenti di attribuirgli dei crimini. Tale testimonianza causò un dibattito pubblico sulla vicenda di Betty e Tocco — inondando i media di Chicago con lettere e telefonate.
Attraverso altre fonti, si fece notare che tali atroci descrizioni vennero in essere come campagna stampa diffamatoria dell'FBI contro Tocco durante il suo processo; altri articoli, che citavano famigliari e amici, lo ritraevano come un buon padre di famiglia, che aveva aiutato molti e non aveva mai fatto male a nessuno. Si ritiene che l'agente dell'FBI Bob Pecoraro e i suoi colleghi, usarono l'immagine popolare di Tocco a Chicago contro di lui per far avanzare le proprie carriere. Per altri due anni, fino alla morte di Tocco, l'FBI ha continuato a investigare su diversi crimini precedentemente collegati a Tocco, che non erano più ritenuti a lui associati in alcun modo. Tra le prove raccolte vi è la confessione di Gerri Scarpelli, che ammise le uccisioni di almeno due persone, in precedenza attribuite a Tocco. L'FBI, tuttavia, non ritirò alcuna delle accuse contro Tocco quando era in attesa della libertà per buona condotta.
Betty è ritenuta la prima moglie di un boss del crimine organizzato ad aver testimoniato contro il marito, e sarebbe entrata nel programma federale di protezione dei testimoni assieme all'unico figlio della coppia, Michael Tocco.
Tocco morì il 21 settembre 2005 mentre era rinchiuso nella prigione di Terre Haute, nell'Indiana, a causa di un ictus. Michael Tocco apparve al funerale di suo padre dopo essere stato lontano per sedici anni; apparve in prima pagina sui principali media di Chicago che coprirono l'evento, e lo descrissero come l'"immagine sputata di suo padre". Al funerale parteciparono centinaia di familiari e amici che ricordavano Tocco come un "amorevole uomo di famiglia".